# Olympische Sommerspiele 1952/Leichtathletik – Marathon (Männer)

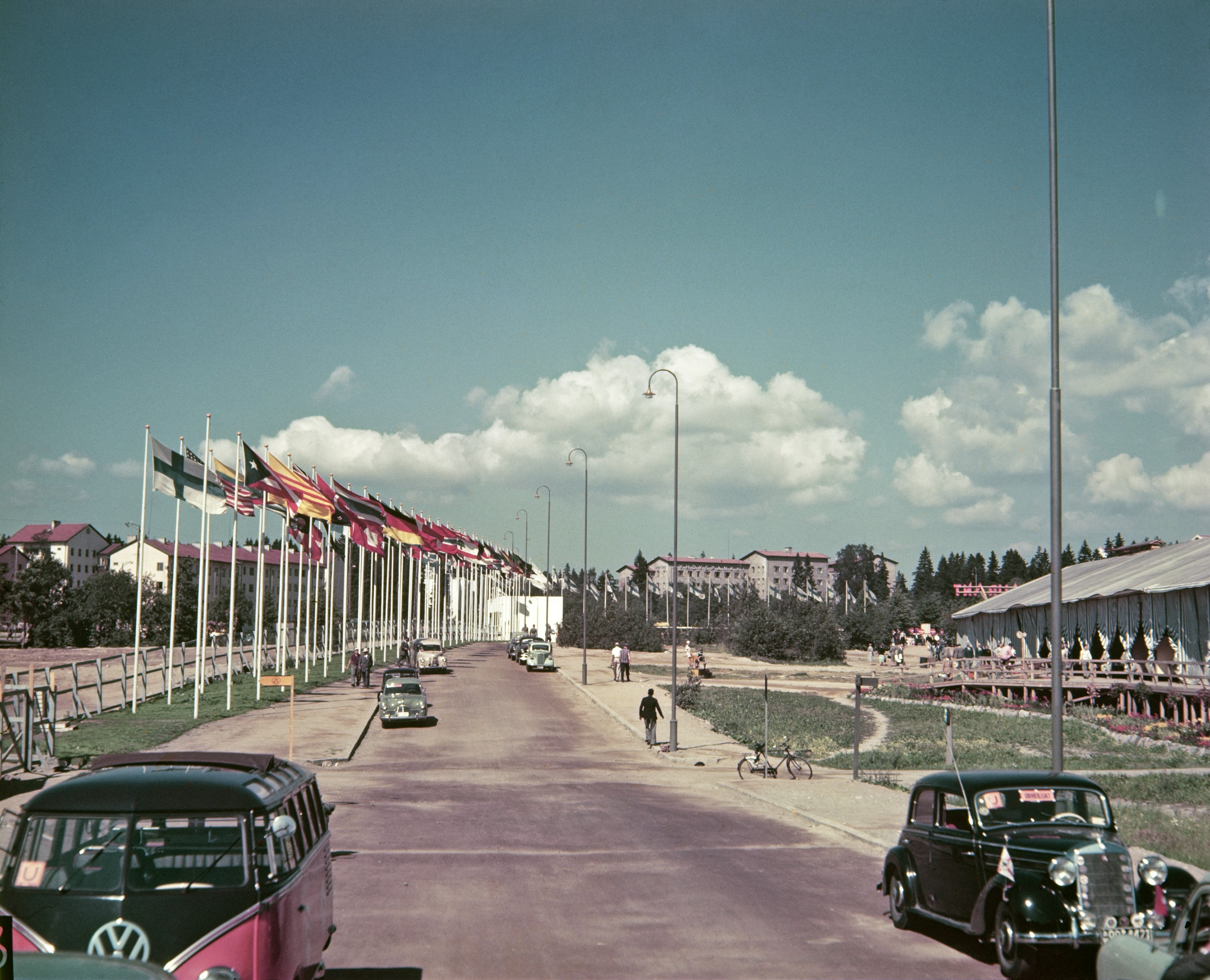
Fahnen vor dem olympischen Dorf Käpylä

Der Marathonlauf der Männer bei den Olympischen Spielen 1952 in Helsinki wurde am 27. Juli 1952 ausgetragen. 66 Athleten nahmen teil, von denen 53 das Rennen beenden konnten. Start und Ziel war das Olympiastadion in Helsinki.
Olympiasieger wurde der Tschechoslowake Emil Zátopek. Er gewann vor dem Argentinier Reinaldo Gorno und dem Schweden Gustaf Jansson.

## Rekorde/Bestleistungen
Offizielle Rekorde wurden damals in dieser Disziplin außer bei Meisterschaften und Olympischen Spielen aufgrund der unterschiedlichen Streckenbeschaffenheiten nicht geführt.

### Bestehende Rekorde/Bestleistungen
| Weltbestzeit       | 2:20:42,2 h | Jim Peters ( Großbritannien)                                      | Chiswick, Großbritannien   | 14. Juni 1952  |
| Olympischer Rekord | 2:29:19,2 h | offiziell: Son Kitei ( Japan) eigentlich: Sohn Kee-chung ( Korea) | OS Berlin, Deutsches Reich | 9. August 1936 |

Anmerkung zum olympischen Rekord:
Bei den oben genannten Namen handelt es sich um eine Person. Der Sportler kam aus dem zur Zeit der Olympischen Spiele 1936, bei denen er seinen Rekord aufstellte, von Japan annektierten Korea. Er startete gezwungenermaßen unter dem Namen Son Kitei, obwohl er eigentlich Sohn Kee-chung hieß.

### Rekordverbesserung
Der tschechoslowakische Olympiasieger Emil Zátopek verbesserte den bestehenden olympischen Rekord im Rennen am 27. Juli um 6:17 min auf 2:23:03,2 h. Die Weltbestzeit verpasste er um 2:21 min.

## Streckenführung
Startpunkt des Marathonkurses war das Olympiastadion. Aus dem Stadion heraus führte die Strecke über die Hauptstraße 45 nach Norden. Dabei wurden das olympische Dorf in Käpylä und der Flughafen Helsinki-Vantaa passiert. Die Stadt Vantaa wurde durchquert. Fünf Kilometer hinter dem Stadtteil Tikkurila gab es eine Wendemarke. Die Route führte auf der gleichen Strecke zurück zum Olympiastadion. Abgesehen von der Aschenbahn im Stadion verlief der gesamte Kurs auf Asphaltbelag.

## Das Rennen

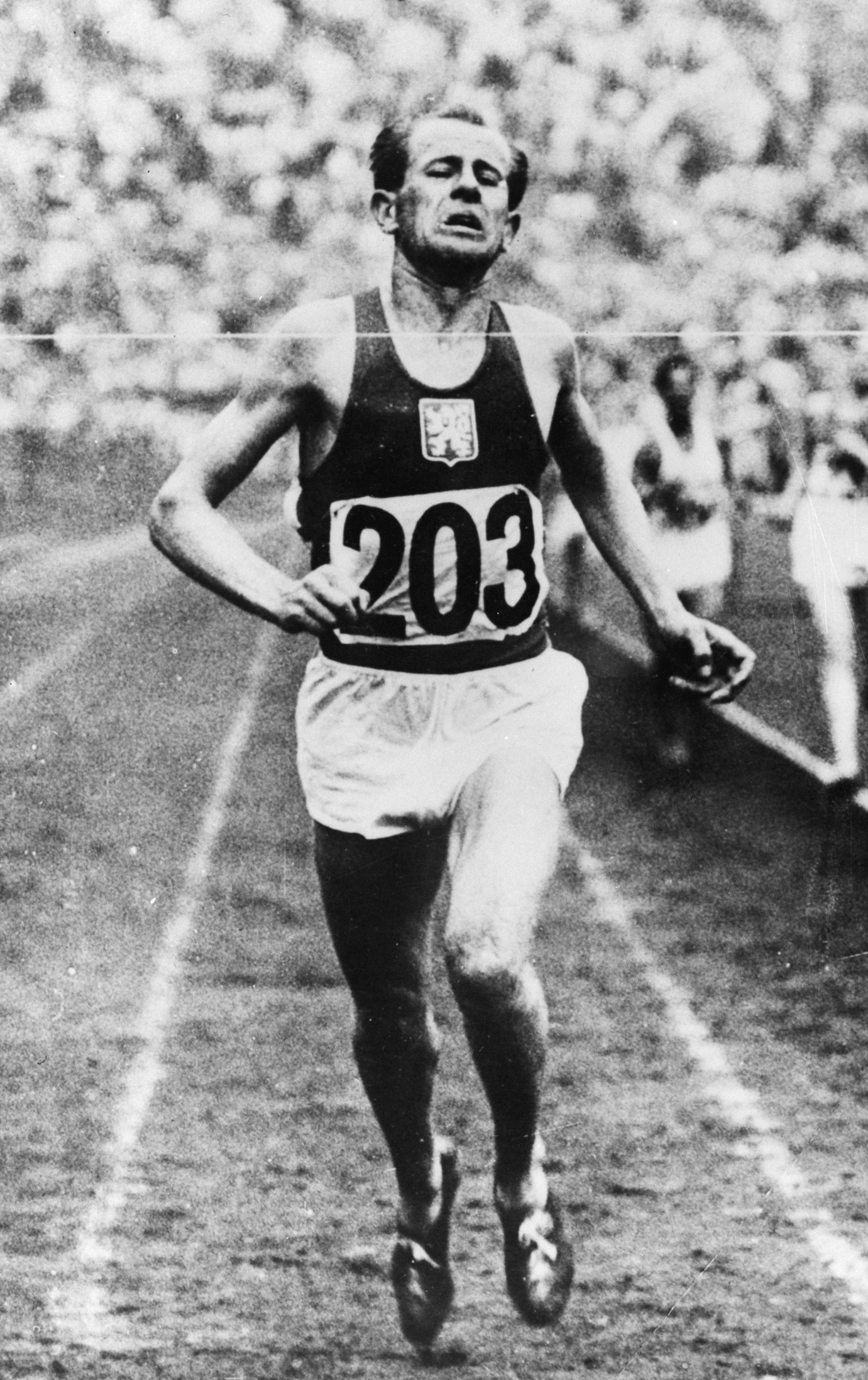
Emil Zátopek – drittes Gold in Helsinki, viertes Olympiagold seiner Karriere

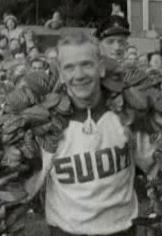
Veikko Karvonen wurde Fünfter

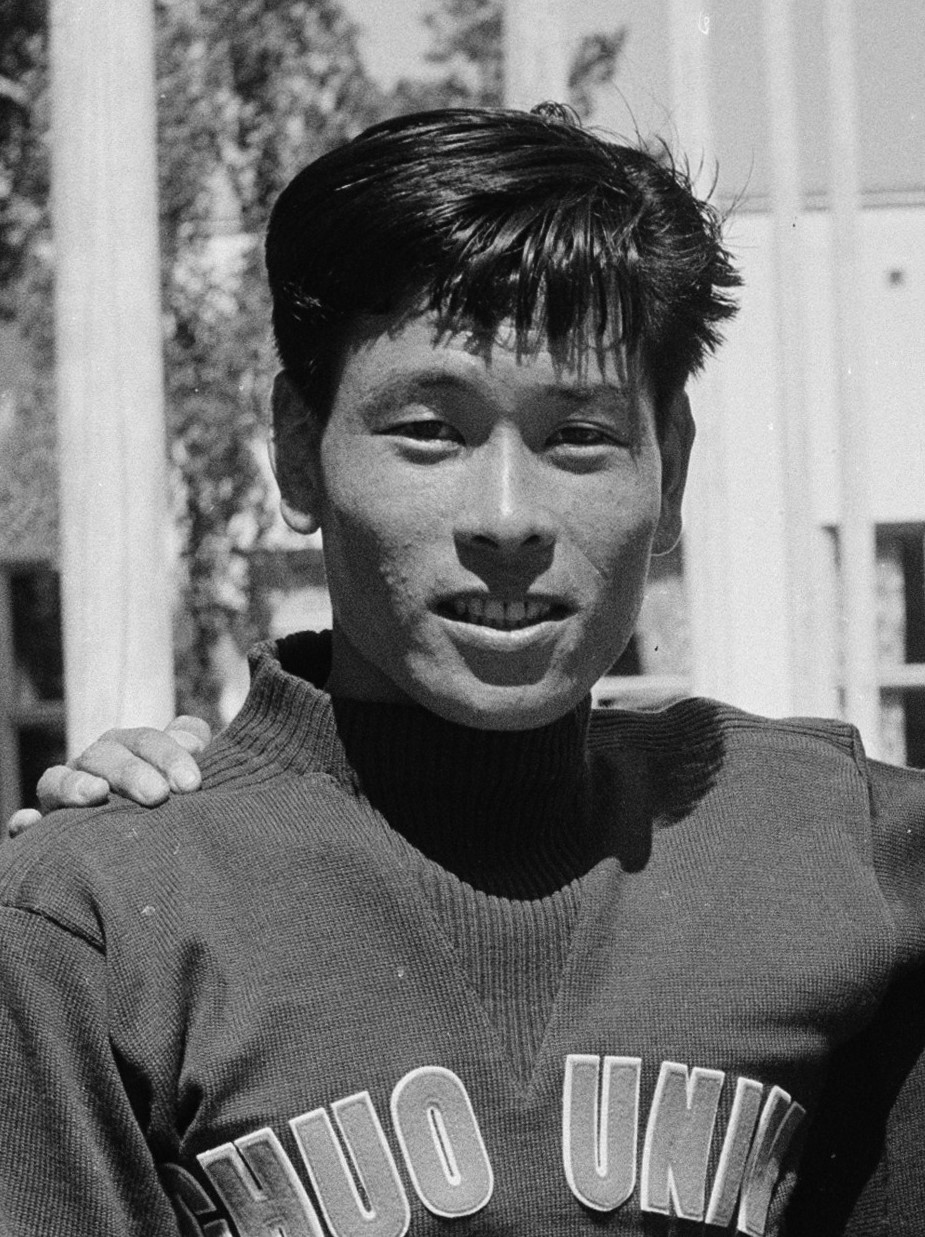
Katsuo Nishida – Rang 25

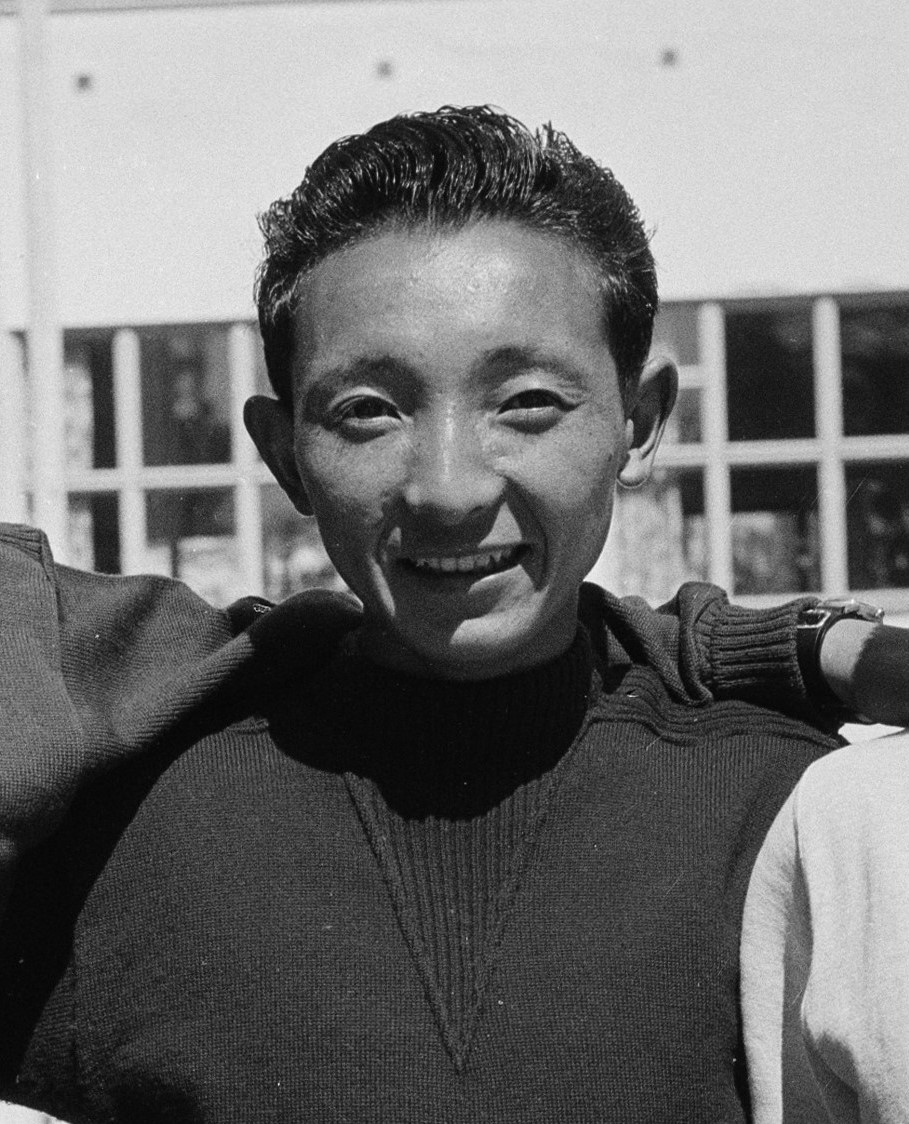
Keizo Yamada erreichte Platz 26

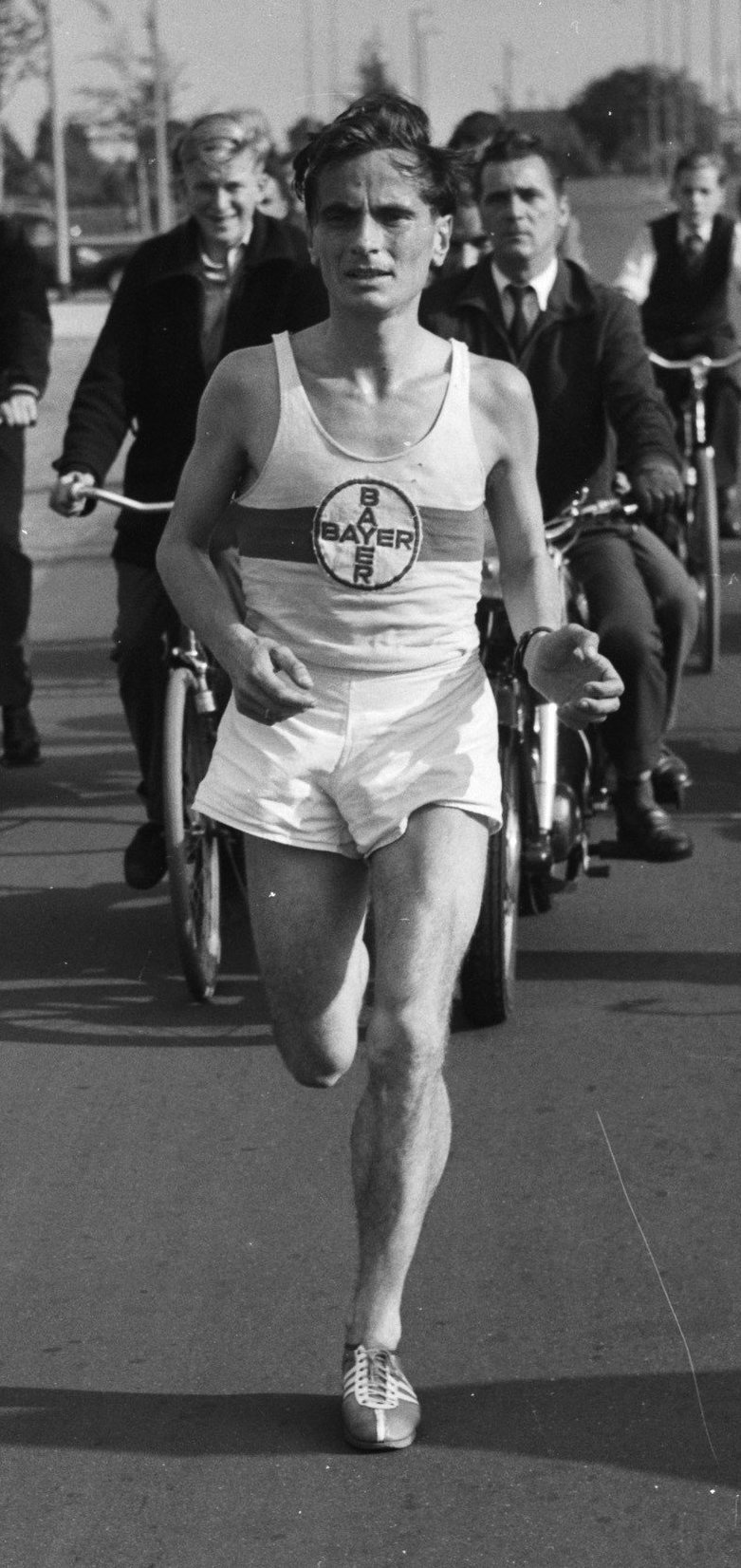
Dieter Engelhardt belegte Rang dreißig

Datum: 27. Juli 1952, 15:25 Uhr
| Platz | Name                    | Nation                | Zeit        | Anmerkung |
| ----- | ----------------------- | --------------------- | ----------- | --------- |
| 1     | Emil Zátopek            | Tschechoslowakei      | 2:23:03,2 h | OR        |
| 2     | Reinaldo Gorno          | Argentinien           | 2:25:35,0 h |           |
| 3     | Gustaf Jansson          | Schweden              | 2:26:07,0 h |           |
| 4     | Choi Yun-chil           | Südkorea              | 2:26:36,0 h |           |
| 5     | Veikko Karvonen         | Finnland              | 2:26:41,0 h |           |
| 6     | Delfo Cabrera           | Argentinien           | 2:26:42,4 h |           |
| 7     | József Dobronyi         | Ungarn                | 2:28:04,8 h |           |
| 8     | Erkki Puolakka          | Finnland              | 2:29:35,0 h |           |
| 9     | Geoff Iden              | Großbritannien        | 2:30:42,0 h |           |
| 10    | Wally Hayward           | Südafrikanische Union | 2:31:50,2 h |           |
| 11    | Syd Luyt                | Südafrikanische Union | 2:32:41,0 h |           |
| 12    | Gustav Östling          | Schweden              | 2:32:48,4 h |           |
| 13    | Victor Dyrgall          | USA                   | 2:32:52,4 h |           |
| 14    | Luis Celedón            | Chile                 | 2:33:45,8 h |           |
| 15    | Janus van der Zande     | Niederlande           | 2:33:50,0 h |           |
| 16    | Viktor Olsen            | Norwegen              | 2:33:58,4 h |           |
| 17    | Mikko Hietanen          | Finnland              | 2:34:01,0 h |           |
| 18    | Charles Dewachtere      | Belgien               | 2:34:32,0 h |           |
| 19    | William Keith           | Südafrikanische Union | 2:34:38,0 h |           |
| 20    | Jakow Moskatschenkow    | Sowjetunion           | 2:34:43,8 h |           |
| 21    | Mihály Esztergomi       | Ungarn                | 2:35:10,0 h |           |
| 22    | Doroteo Flores          | Guatemala             | 2:35:40,0 h |           |
| 23    | Jean Simonet            | Belgien               | 2:35:43,0 h |           |
| 24    | Jakob Kjersem           | Norwegen              | 2:36:14,0 h |           |
| 25    | Katsuo Nishida          | Japan                 | 2:36:19,0 h |           |
| 26    | Keizo Yamada            | Japan                 | 2:38:11,2h  |           |
| 27    | Feodossi Wanin          | Sowjetunion           | 2:38:22,0 h |           |
| 28    | Grigori Sutschkow       | Sowjetunion           | 2:38:28,8 h |           |
| 29    | Henry Norrström         | Schweden              | 2:38.57,4 h |           |
| 30    | Dieter Engelhardt       | BR Deutschland        | 2:39:37,2 h |           |
| 31    | Cristea Dinu            | Rumänien              | 2:39:42,2 h |           |
| 32    | Jean Leblond            | Belgien               | 2:40:37,0 h |           |
| 33    | Choi Chung-sik          | Südkorea              | 2:41:23,0 h |           |
| 34    | John Systad             | Norwegen              | 2:41:29,8 h |           |
| 35    | Jaroslav Šourek         | Tschechoslowakei      | 2:41:40,4 h |           |
| 36    | Tom Jones               | USA                   | 2:42:50,0 h |           |
| 37    | Robert Prentice         | Australien            | 2:43:13,4 h |           |
| 38    | Muhammad Havlidar Aslam | Pakistan              | 2:43:38,2 h |           |
| 39    | Adolf Gruber            | Österreich            | 2:45:02,0 h |           |
| 40    | Paul Collins            | Kanada                | 2:45:58,0 h |           |
| 41    | Vasile Teodosiu         | Rumänien              | 2:46:00,8 h |           |
| 42    | Erik Simonsen           | Dänemark              | 2:46:41,4 h |           |
| 43    | Ludwig Warnemünde       | BR Deutschland        | 2:50:00,0 h |           |
| 44    | Ted Corbitt             | USA                   | 2:51:09,0 h |           |
| 45    | Claude Smeal            | Australien            | 2:52:23,0 h |           |
| 46    | Asfo Bussotti           | Italien               | 2:52:55,0 h |           |
| 47    | Winand Osiński          | Polen                 | 2:54:38,2 h |           |
| 48    | Svend Sørensen          | Dänemark              | 2:55:21,0 h |           |
| 49    | Joseph West             | Irland                | 2:56:22,8 h |           |
| 50    | Rudolf Morgenthaler     | Schweiz               | 2:56:33,0 h |           |
| 51    | Abdelgani Abdel Fattah  | Ägypten               | 2:58:09,2 h |           |
| 52    | Surat Singh Mathur      | Indien                | 2:56:56,0 h |           |
| 53    | Artidoro Berti          | Italien               | 2:58:36,2 h |           |
| DNF   | Ahmet Aytar             | Türkei                |             |           |
| DNF   | Muhammad Ben Aras       | Pakistan              |             |           |
| DNF   | Lionel Billas           | Frankreich            |             |           |
| DNF   | Stanley Cox             | Großbritannien        |             |           |
| DNF   | José Corsino Fernández  | Argentinien           |             |           |
| DNF   | Raúl Inostroza          | Chile                 |             |           |
| DNF   | Hong Jong-o             | Südkorea              |             |           |
| DNF   | Franjo Krajčar          | Jugoslawien           |             |           |
| DNF   | Egilberto Martufi       | Italien               |             |           |
| DNF   | Jim Peters              | Großbritannien        |             |           |
| DNF   | Constantin Radu         | Rumänien              |             |           |
| DNF   | Yoshitaka Uchikawa      | Japan                 |             |           |
| DNF   | Luis Velásquez          | Guatemala             |             |           |
| DNS   | Les Perry               | Australien            |             |           |
| DNS   | Hans Frischknecht       | Schweiz               |             |           |

Bei angenehmen Witterungsbedingungen um die 18 °C wurde das Tempo nach dem Start schnell angezogen. Der Brite Jim Peters, der einen Monat vor diesem Wettkampf die bestehende Weltbestzeit erzielt hatte, erlief schnell einen Vorsprung von ca. einhundert Metern auf das übrige Läuferfeld. Bis Kilometer dreizehn konnte er den Vorsprung halten. Kurze Zeit darauf wurde er vom Schweden Gustaf Jansson und dem Tschechoslowaken Emil Zátopek, der bereits den 5000- und 10.000-Meter-Lauf gewonnen hatte, eingeholt. Zur Hälfte der Strecke fiel Peters zurück, er hatte bald einen Rückstand von zehn Sekunden. Bei Kilometer dreißig lag er schon mehr als eine Minute hinter den Führenden. Nachdem auch der Argentinier Reinaldo Gorno an ihm vorbeigelaufen war, musste Peters dem hohen Tempo Tribut zollen. Gesamt erschöpft stieg er bei Kilometer 32 aus dem Rennen aus.
In der Zwischenzeit hatte sich Zátopek von Jansson lösen können und einen Vorsprung herausgelaufen, der sukzessive anwuchs. Kurz vor dem Stadion lag der Tschechoslowake schon zwei Minuten vor seinen Verfolgern. Gorno hatte da den Schweden eingeholt. Zátopek kam lächelnd und in guter Verfassung im Stadion an, ganz anders, als man den schnaubenden und knautschenden Läufer von anderen Rennen her kannte.
Emil Zátopek war damit der erste und bis heute einzige Athlet, der es schaffte, bei einer Austragung von Olympischen Spielen die Wettkämpfe über 5000 Meter und 10.000 Meter sowie im Marathonlauf zu gewinnen. Den olympischen Rekord aus dem Jahr 1936 verbesserte Zátopek um mehr als sechs Minuten.
Gorno, ebenfalls in guter Verfassung, kam als Zweiter durchs Ziel. Dritter wurde Jansson. Drei Läufer kämpften um Platz vier, die Entscheidung fiel erst auf dem letzten Kilometer. Der Koreaner Choi Yun-chil wurde schließlich Vierter vor dem Finnen Veikko Karvonen und dem Olympiasieger von 1948 Delfo Cabrera aus Argentinien. Bis zu Platz zwanzig waren alle Athleten schneller als Cabrera vor vier Jahren. Keiner der 53 ins Ziel gekommenen Läufer blieb über der Drei-Stunden-Marke.

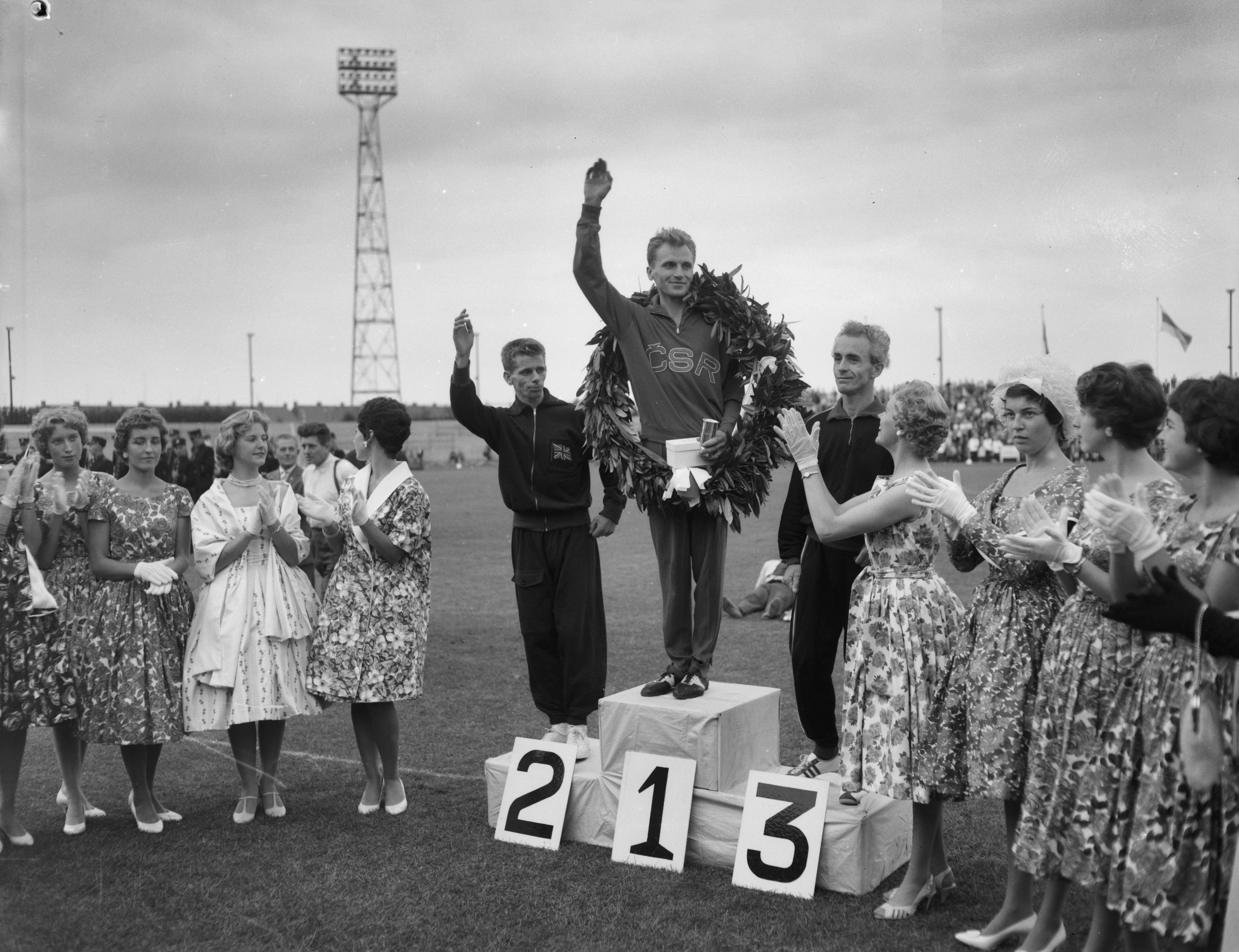
Adolf Gruber (rechts, bei einer Siegerehrung 1959 in Enschede) kam auf den Platz 38
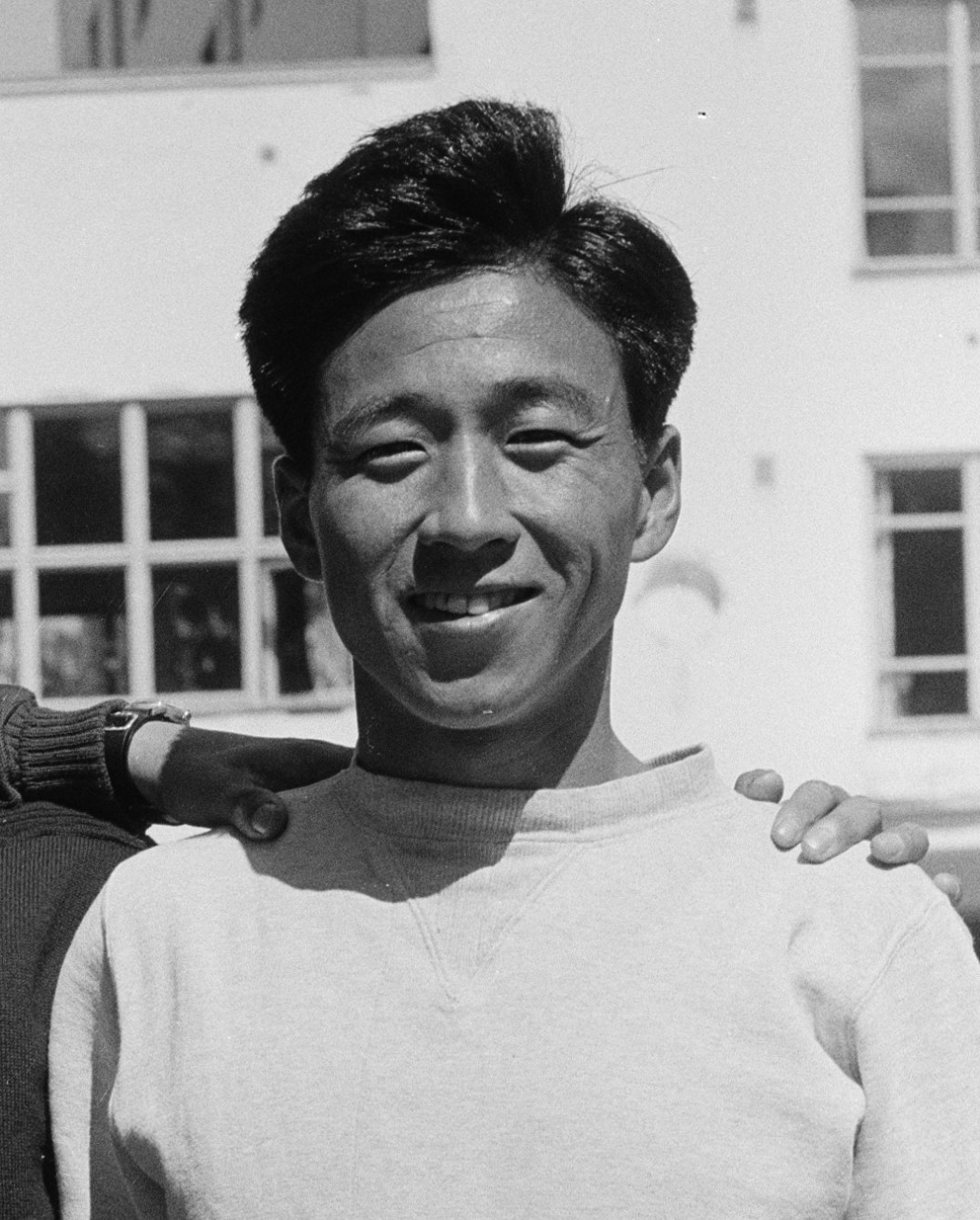
Yoshitaka Uchikawa gab das Rennen auf

## Videolinks
- Athletics - Men's Marathon - Helsinki 1952 Summer Olympic Games, youtube.com, abgerufen am 1. August 2021
- OLYMPIC GAMES - 1952, Bereich: 1:09 min bis 1:27 min, youtube.com, abgerufen am 1. August 2021
- 1952 Summer Olympic Games in Helsinki, Finland - CharlieDeanArchives / Archival Footage, Bereiche: 14:41 min bis 15:33 min / 16:48 min bis 17:17 min, youtube.com, abgerufen am 1. August 2021
- Emil Zátopek Wins 5,000m, 10,000m & Marathon Gold - Helsinki 1952 Olympics, youtube.com, abgerufen am 1. August 2021